# Luis Xertu
Luis Xertu (Mexico-Stad, 1985) is een Mexicaans kunstenaar actief in Nederland.
Luis Xertu verhuisde in 2004 naar Nederland om aan de Gerrit Rietveld Academie in Amsterdam te studeren. Daarna ontwikkelde hij zijn eigen beeldtaal binnen de context van de performance kunst waar hij als grafisch ontwerper werkte en waar hij ook voor het eerst experimenteerde met theater en dans. De werken die hij in deze periode maakte waren te zien in het Nederlands paviljoen op de Biennale in Venetië en in museum Boijmans van Beuningen.
In zijn schilderwerk combineert Xertu de analoge en digitale wereld door scenes en modellen te fotograferen, het beeld te bewerken in photoshop en naar aanleiding van deze gecreerde beelden schilderijen te maken waarin hij echte  bloemen en planten verwerkt. Hierdoor ontstaan levensgrote kunstwerken met veelal mythische referenties waarin hij, door het proces van het verkleuren van de planten in de schilderijen, kunstwerken maakt die met de tijd ook optisch transformeren.
Xertu is in 2019 genomineerd voor de Koninklijke Prijs voor Vrije Schilderkunst en won daar de publieksprijs.
Sinds datzelfde jaar wordt Luis Xertu vertegenwoordigd door Torch Gallery in Amsterdam en heeft hij tentoonstellingen in binnen en buitenland.